# Nacip Raydan
Nacip Raydan é um município brasileiro do estado de Minas Gerais. Sua população em 2022 foi recenseada em 2 459 habitantes.

## História
O município foi emancipado de Virgolândia por força Lei nº 2.764, de 30/12/1962, e é constituído somente pelo distrito sede.